# لاجوس بالوف
لاجوس بالوف (بالمجرية: Balogh Lajos)‏ هو منافس ألعاب قوى ومهندس معماري مجري، ولد في 10 مايو 1903 في بودابست في المجر، وتوفي في 9 أكتوبر 1986 في Csákvár ‏ في المجر.

## وصلات خارجية
- لاجوس بالوف على موقع أوليمبيديا (الإنجليزية)